# Giancarlo Ferrari
Pour les articles homonymes, voir Ferrari.
Giancarlo Ferrari (né le 22 octobre 1942 à Abbiategrasso) est un archer italien.

## Biographie
Giancarlo a remporté deux fois des médailles de bronze aux Jeux olympiques en tir à l'arc, une fois à Montréal et une autre fois à Moscou.

## Palmarès
- Jeux olympiques
  -  Médaille de bronze à l'individuel homme aux Jeux olympiques d'été de 1976 à Montréal.
  -  Médaille de bronze à l'individuel homme aux Jeux olympiques d'été de 1980 à Moscou.